# جو داي (لاعب هوكي الجليد)
جو داي (بالإنجليزية: Joe Day)‏ هو لاعب هوكي الجليد أمريكي، ولد في 11 مايو 1968 في بلو أيلاند في الولايات المتحدة.

## وصلات خارجية
- جو داي على موقع دوري الهوكي الوطني (الإنجليزية)
- جو داي على موقع EliteProspects.com (الإنجليزية)
- جو داي على موقع HockeyDB.com (الإنجليزية)
- جو داي على موقع Hockey-Reference.com (الإنجليزية)